# Austin Johnson (cestista)
Austin Johnson (San Antonio, 22 aprile 1987) è un ex cestista statunitense, professionista in Europa e in Asia.